# Accesos vasculares para hemodiálisis
Accesos Vasculares para Hemodiálisis es el  

## Tipos de Acceso Vascular
Podemos clasificarlas en dos tipos según el material usado para la construcción de la fístula, fístula protésica, cuando el material empleado es ajeno al paciente y autóloga cuando se emplea una vena del propio paciente Las FAV autólogas tienen el inconveniente de requerir un mínimo de 4 semanas de maduración, aunque lo ideal es esperar 3-4 meses para poder emplearla. Por el contrario, la fístula protésica basta con 2 semanas de maduración, aunque es recomendable esperar hasta la cuarta semana.

## Estrategia
Para reducir el riesgo de cuadros de isquemia distal por robo o de sobrecarga cardiaca se debe realizar la fístula lo más distal posible. Se debe evitar el uso de las extremidades inferiores y los catéteres permanentes quedan reservados para las situaciones en que se han agotado las demás opciones para la realización de FAV. Siempre una fístula autóloga se realizara primero que una protésica.

## Riesgos y complicaciones
En general, además de los riesgos y complicaciones comunes a todo tratamiento quirúrgico de alta complejidad, los más frecuentes de la cirugía bariátrica son:
- Vómitos persistentes (causados por comer en exceso)
- Dificultad para tragar
- Rotura de la línea de grapado (y posible derrame de ácidos gástricos)
- Dehiscencia de sutura
- Úlceras
- Distensión de la bolsa gástrica y distensión abdominal dolorosa
- Deficiencias nutricionales que pueden producir anemia u osteoporosis.

Las complicaciones por la cirugía o morbilidad quirúrgica se encuentra alrededor del 10%.

### Mortalidad
La mortalidad varía dependiendo de la publicación: de 0,2% a 1,5%. Su causa más frecuente es el embolismo pulmonar y la falla multisistémica. La mortalidad es más alta en pacientes de género masculino, edad mayor de 65 años y depende de la experiencia del grupo quirúrgico que realice el procedimiento, lo que refuerza la importancia de la curva de aprendizaje; se ha reportado una mortalidad del 5% en grupos que realizan menos de diez procedimientos por año y del 0,3% en grupos con grandes volúmenes de pacientes.